# Thaumaporatia sorattina
Thaumaporatia sorattina är en mångfotingart som beskrevs av Karl Wilhelm Verhoeff 1951. Thaumaporatia sorattina ingår i släktet Thaumaporatia och familjen Mastigophorophyllidae. Inga underarter finns listade i Catalogue of Life.